# Rhizomys sumatrensis
Rhizomys sumatrensis és una espècie de la família dels espalàcids. Viu a Cambodja, la Xina, Indonèsia, Laos, Malàisia, Myanmar, Tailàndia i el Vietnam. Es tracta d'un animal nocturn que s'alimenta d'arrels de bambú i conreus de mandioca i canya de sucre. El seu hàbitat natural són els boscos secundaris. És objecte de caça intensiva en algunes parts de la seva distribució, però es creu que no hi ha cap amenaça significativa per a la supervivència d'aquesta espècie.